# The Middle/Episodenliste

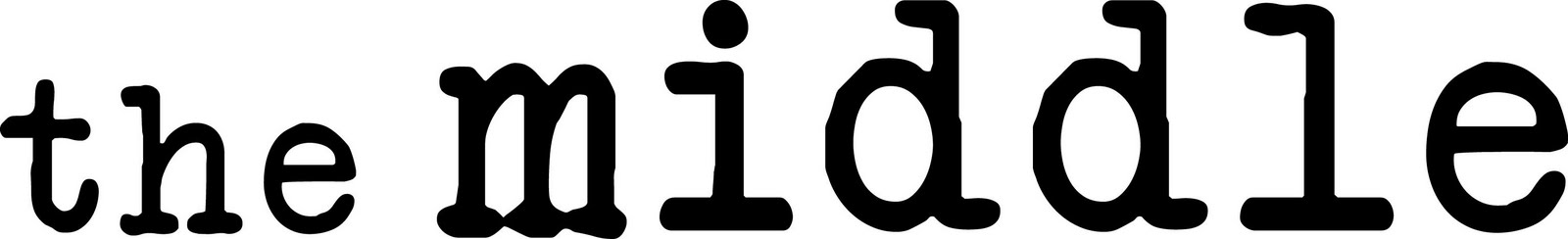
Logo zur Serie

Diese Episodenliste enthält alle Episoden der US-amerikanischen Comedyserie The Middle, sortiert nach der US-amerikanischen Erstausstrahlung. Zwischen 2009 und 2018 entstanden in neun Staffeln insgesamt 215 Episoden mit einer Länge von jeweils etwa 22 Minuten.
ZDFneo beschloss nach der vollendeten Ausstrahlung der fünften Staffel, keine weiteren Episoden (bzw. Staffeln) auszustrahlen und legte die Lizenz für den deutschsprachigen Raum nieder. Die Erstausstrahlung der sechsten Staffel übernahm ProSieben.

## Übersicht
| Staffel | Episodenanzahl | Erstausstrahlung USA | Erstausstrahlung USA | Deutschsprachige Erstausstrahlung | Deutschsprachige Erstausstrahlung |
| Staffel | Episodenanzahl | Staffelpremiere      | Staffelfinale        | Staffelpremiere                   | Staffelfinale                     |
| ------- | -------------- | -------------------- | -------------------- | --------------------------------- | --------------------------------- |
| 1       | 24             | 30. September 2009   | 19. Mai 2010         | 1. März 2012                      | 3. April 2012                     |
| 2       | 24             | 22. September 2010   | 25. Mai 2011         | 4. April 2012                     | 7. Mai 2012                       |
| 3       | 24             | 21. September 2011   | 23. Mai 2012         | 17. Juli 2012                     | 2. August 2012                    |
| 4       | 24             | 26. September 2012   | 22. Mai 2013         | 15. Mai 2013                      | 31. Juli 2013                     |
| 5       | 24             | 25. September 2013   | 21. Mai 2014         | 30. August 2014                   | 4. Oktober 2014                   |
| 6       | 24             | 24. September 2014   | 13. Mai 2015         | 4. Oktober 2016                   | 19. Oktober 2016                  |
| 7       | 24             | 23. September 2015   | 18. Mai 2016         | 20. Oktober 2016                  | 4. November 2016                  |
| 8       | 23             | 11. Oktober 2016     | 16. Mai 2017         | 9. April 2018                     | 22. Oktober 2018                  |
| 9       | 24             | 3. Oktober 2017      | 22. Mai 2018         | 29. Oktober 2018                  | 15. April 2019                    |

## Staffel 1
Die Erstausstrahlung der ersten Staffel war vom 30. September 2009 bis zum 19. Mai 2010 auf dem US-amerikanischen Sender ABC zu sehen. Die deutschsprachige Erstausstrahlung sendete der deutsche Free-TV-Sender ZDFneo vom 1. März bis zum 3. April 2012.
| Nr. (ges.) | Nr. (St.) | Deutscher Titel            | Originaltitel            | Erstausstrahlung USA | Deutschsprachige Erstausstrahlung (D) | Regie                       | Drehbuch                      |
| ---------- | --------- | -------------------------- | ------------------------ | -------------------- | ------------------------------------- | --------------------------- | ----------------------------- |
| 1          | 1         | Der neue Führerschein      | Pilot                    | 30. Sep. 2009        | 1. März 2012                          | Julie Anne Robinson         | DeAnn Heline & Eileen Heisler |
| 2          | 2         | Das Schwimmteam            | The Cheerleader          | 7. Okt. 2009         | 2. März 2012                          | Lee Shallat Chemel          | DeAnn Heline & Eileen Heisler |
| 3          | 3         | Der Hochzeitstag           | The Floating Anniversary | 14. Okt. 2009        | 5. März 2012                          | Gail Mancuso                | Rob Ulin                      |
| 4          | 4         | Der Schulausflug           | The Trip                 | 21. Okt. 2009        | 6. März 2012                          | Lee Shallat Chemel          | Jana Hunter & Mitch Hunter    |
| 5          | 5         | Das Straßenfest            | The Block Party          | 28. Okt. 2009        | 7. März 2012                          | Ken Whittingham             | Alex Reid                     |
| 6          | 6         | Die Haustür                | The Front Door           | 4. Nov. 2009         | 8. März 2012                          | Michael Spiller             | Russ Woody                    |
| 7          | 7         | Der Kratzer                | The Scratch              | 18. Nov. 2009        | 9. März 2012                          | Wendey Stanzler & Alex Reid | DeAnn Heline & Eileen Heisler |
| 8          | 8         | Das Thanksgiving-Fest      | Thanksgiving             | 25. Nov. 2009        | 12. März 2012                         | Michael Spiller             | Vijal Patel                   |
| 9          | 9         | Die Kindertherapie         | Siblings                 | 2. Dez. 2009         | 13. März 2012                         | Barnet Kellman              | Rob Ulin                      |
| 10         | 10        | Das harte Weihnachtsfest   | Christmas                | 9. Dez. 2009         | 14. März 2012                         | Reginald Hudlin             | Roy Brown                     |
| 11         | 11        | Die Jeans                  | The Jeans                | 6. Jan. 2010         | 15. März 2012                         | Jamie Babbit                | Jana Hunter & Mitch Hunter    |
| 12         | 12        | Die schrecklichen Nachbarn | The Neighbor             | 6. Jan. 2010         | 16. März 2012                         | Lee Shallat Chemel          | Jana Hunter & Mitch Hunter    |
| 13         | 13        | Das Vorstellungsgespräch   | The Interview            | 13. Jan. 2010        | 19. März 2012                         | Ken Whittingham             | Vijal Patel                   |
| 14         | 14        | Das ewige Geschrei         | The Yelling              | 3. Feb. 2010         | 20. März 2012                         | Elliot Hegarty              | Rob Ulin                      |
| 15         | 15        | Der Valentinstag           | Valentine’s Day          | 10. Feb. 2010        | 21. März 2012                         | Chris Koch                  | Bruce Rasmussen               |
| 16         | 16        | Der Buchstabierwettbewerb  | The Bee                  | 3. März 2010         | 22. März 2012                         | Ken Whittingham             | Eileen Heisler & DeAnn Heline |
| 17         | 17        | Die Trennung               | The Break Up             | 10. März 2010        | 23. März 2012                         | Wendey Stanzler             | Vijal Patel                   |
| 18         | 18        | Das Spaßhaus               | The Fun House            | 24. März 2010        | 26. März 2012                         | Chris Koch                  | Roy Brown                     |
| 19         | 19        | Die Final Four             | The Final Four           | 31. März 2010        | 27. März 2012                         | Alex Reid                   | Rob Ulin                      |
| 20         | 20        | Die Stromrechnung          | TV or not TV             | 14. Apr. 2010        | 28. März 2012                         | Lee Shallat Chemel          | Vijal Patel                   |
| 21         | 21        | Der Sorgendienst           | Worry Duty               | 28. Apr. 2010        | 29. März 2012                         | Lee Shallat Chemel          | Bruce Rasmussen               |
| 22         | 22        | Der Muttertag              | Mother’s Day             | 5. Mai 2010          | 30. März 2012                         | Barnet Kellman              | Mitch Hunter & Jana Hunter    |
| 23         | 23        | Die Signale                | Signals                  | 12. Mai 2010         | 2. Apr. 2012                          | Jamie Babbit                | DeAnn Heline & Eileen Heisler |
| 24         | 24        | Die Durchschnittsfamilie   | Average Rules            | 19. Mai 2010         | 3. Apr. 2012                          | Wendey Stanzler             | DeAnn Heline & Eileen Heisler |

## Staffel 2
Die Erstausstrahlung der zweiten Staffel war vom 22. September 2010 bis zum 25. Mai 2011 auf dem US-amerikanischen Sender ABC zu sehen. Die deutschsprachige Erstausstrahlung sendete der deutsche Free-TV-Sender ZDFneo vom 4. April bis zum 7. Mai 2012.
| Nr. (ges.) | Nr. (St.) | Deutscher Titel             | Originaltitel               | Erstausstrahlung USA | Deutschsprachige Erstausstrahlung (D) | Regie              | Drehbuch                      |
| ---------- | --------- | --------------------------- | --------------------------- | -------------------- | ------------------------------------- | ------------------ | ----------------------------- |
| 25         | 1         | Das neue Schuljahr          | Back To School              | 22. Sep. 2010        | 4. Apr. 2012                          | Wendey Stanzler    | DeAnn Heline & Eileen Heisler |
| 26         | 2         | Das Homecoming              | Homecoming                  | 29. Sep. 2010        | 5. Apr. 2012                          | Ken Whittingham    | Rob Ulin                      |
| 27         | 3         | Das Windel-Fiasko           | The Diaper Incident         | 6. Okt. 2010         | 10. Apr. 2012                         | Wendey Stanzler    | Vijal Patel                   |
| 28         | 4         | Der Steinbruch              | The Quarry                  | 13. Okt. 2010        | 11. Apr. 2012                         | Lee Shallat Chemel | Alex Reid                     |
| 29         | 5         | Der Austauschschüler        | Foreign Exchange            | 20. Okt. 2010        | 12. Apr. 2012                         | Paul Lazarus       | Jana Hunter & Mitch Hunter    |
| 30         | 6         | Das Halloween-Fest          | Halloween                   | 27. Okt. 2010        | 13. Apr. 2012                         | Jamie Babbit       | Roy Brown                     |
| 31         | 7         | Die Geburtstagsgeschichte   | A Birthday Story            | 3. Nov. 2010         | 16. Apr. 2012                         | Ken Whittingham    | Vijal Patel                   |
| 32         | 8         | Die falsche Freundin        | Errand Boy                  | 17. Nov. 2010        | 17. Apr. 2012                         | Lee Shallat Chemel | Tim Hobert                    |
| 33         | 9         | Die Heck-Männer             | Thanksgiving II             | 24. Nov. 2010        | 18. Apr. 2012                         | Ken Whittingham    | Rob Ulin                      |
| 34         | 10        | Das einfache Weihnachtsfest | A Simple Christmas          | 8. Dez. 2010         | 19. Apr. 2012                         | Elliot Hegarty     | Mitch Hunter & Jana Hunter    |
| 35         | 11        | Die Revolution              | Taking Back The House       | 5. Jan. 2011         | 20. Apr. 2012                         | Barnet Kellman     | DeAnn Heline & Eileen Heisler |
| 36         | 12        | Der Nebenjob                | The Big Chill               | 12. Jan. 2011        | 23. Apr. 2012                         | Lee Shallat Chemel | Rob Ulin                      |
| 37         | 13        | Der Super Bowl              | Super Sunday                | 19. Jan. 2011        | 24. Apr. 2012                         | Paul Lazarus       | Vijal Patel                   |
| 38         | 14        | Der zweite Valentinstag     | Valentine’s Day II          | 9. Feb. 2011         | 25. Apr. 2012                         | Lee Shallat Chemel | Roy Brown                     |
| 39         | 15        | Der neue Freund             | Friends, Lies and Videotape | 16. Feb. 2011        | 26. Apr. 2012                         | Alex Reid          | Tim Hobert                    |
| 40         | 16        | Die Flugreise               | Hecks On A Plane            | 23. Feb. 2011        | 27. Apr. 2012                         | Elliot Hegarty     | DeAnn Heline & Eileen Heisler |
| 41         | 17        | Die Mathestunde             | The Math Class              | 2. März 2011         | 30. Apr. 2012                         | Alex Reid          | Jana Hunter & Mitch Hunter    |
| 42         | 18        | Der Frühjahrsputz           | Spring Cleaning             | 23. März 2011        | 2. Mai 2012                           | Barnet Kellman     | Vijal Patel                   |
| 43         | 19        | Das Vermächtnis             | The Legacy                  | 13. Apr. 2011        | 2. Mai 2012                           | Adam Davidson      | Rob Ulin                      |
| 44         | 20        | Die königliche Hochzeit     | Royal Wedding               | 20. Apr. 2011        | 3. Mai 2012                           | Ken Whittingham    | Vijal Patel                   |
| 45         | 21        | Der zweite Muttertag        | Mother’s Day II             | 4. Mai 2011          | 3. Mai 2012                           | Lee Shallat Chemel | Tim Hobert                    |
| 46         | 22        | Der Schulball               | The Prom                    | 11. Mai 2011         | 4. Mai 2012                           | Ken Whittingham    | Michael Saltzman              |
| 47         | 23        | Die Brücke                  | The Bridge                  | 18. Mai 2011         | 4. Mai 2012                           | Lee Shallat Chemel | Roy Brown                     |
| 48         | 24        | Die Sommerferien            | Back To Summer              | 25. Mai 2011         | 7. Mai 2012                           | Ken Whittingham    | DeAnn Heline & Eileen Heisler |

## Staffel 3
Die Erstausstrahlung der dritten Staffel war vom 21. September 2011 bis zum 23. Mai 2012 auf dem US-amerikanischen Sender ABC zu sehen. Die deutschsprachige Erstausstrahlung sendete der deutsche Free-TV-Sender ZDFneo vom 17. Juli bis zum 2. August 2012.
| Nr. (ges.) | Nr. (St.) | Deutscher Titel              | Originaltitel          | Erstausstrahlung USA | Deutschsprachige Erstausstrahlung (D) | Regie              | Drehbuch                                                                |
| ---------- | --------- | ---------------------------- | ---------------------- | -------------------- | ------------------------------------- | ------------------ | ----------------------------------------------------------------------- |
| 49         | 1         | Der Familienausflug – Teil 1 | Forced Family Fun (1)  | 21. Sep. 2011        | 17. Juli 2012                         | Lee Shallat Chemel | Vijal Patel                                                             |
| 50         | 2         | Der Familienausflug – Teil 2 | Forced Family Fun (2)  | 21. Sep. 2011        | 18. Juli 2012                         | Ken Whittingham    | Vijal Patel                                                             |
| 51         | 3         | Die Heck-Ordnung             | Hecking-Order          | 28. Sep. 2011        | 18. Juli 2012                         | Elliot Hegarty     | Roy Brown                                                               |
| 52         | 4         | Der Neubeginn                | Major Changes          | 5. Okt. 2011         | 19. Juli 2012                         | Lee Shallat Chemel | Eileen Heisler & DeAnn Heline                                           |
| 53         | 5         | Der Test                     | The Test               | 12. Okt. 2011        | 19. Juli 2012                         | Elliot Hegarty     | Tim Hobert                                                              |
| 54         | 6         | Das Chaos                    | Bad Choices            | 19. Okt. 2011        | 20. Juli 2012                         | Lee Shallat Chemel | Jana Hunter & Mitch Hunter                                              |
| 55         | 7         | Das zweite Halloween-Fest    | Halloween II           | 26. Okt. 2011        | 20. Juli 2012                         | Elliot Hegarty     | David S. Rosenthal                                                      |
| 56         | 8         | Die große Chance             | Heck’s Best Thing      | 2. Nov. 2011         | 23. Juli 2012                         | Lee Shallat Chemel | Vijal Patel                                                             |
| 57         | 9         | Die Aufführung               | The Play               | 16. Nov. 2011        | 23. Juli 2012                         | Eyal Gordin        | Handlung: Roy Brown & Jana Hunter & Mitch Hunter, Schauspiel: Roy Brown |
| 58         | 10        | Das Kuscheltier              | Thanksgiving III       | 23. Nov. 2011        | 24. Juli 2012                         | Elliot Hegarty     | Tim Hobert                                                              |
| 59         | 11        | Das Weihnachtsgeschenk       | A Christmas Gift       | 7. Dez. 2011         | 24. Juli 2012                         | Blake Evans        | Jana Hunter & Mitch Hunter                                              |
| 60         | 12        | Das Heck-Jahr                | Year Of The Hecks      | 4. Jan. 2012         | 25. Juli 2012                         | Elliot Hegarty     | David S. Rosenthal                                                      |
| 61         | 13        | Das Schulprojekt             | The Map                | 11. Jan. 2012        | 25. Juli 2012                         | Lee Shallat Chemel | DeAnn Heline & Eileen Heisler                                           |
| 62         | 14        | Das neue Auto                | Hecking It Up          | 18. Jan. 2012        | 26. Juli 2012                         | Blake T. Evans     | Vijal Patel                                                             |
| 63         | 15        | Der dritte Valentinstag      | Valentine’s Day III    | 8. Feb. 2012         | 26. Juli 2012                         | Lee Shallat Chemel | Jana Hunter & Mitch Hunter                                              |
| 64         | 16        | Das Konzert                  | The Concert            | 15. Feb. 2012        | 27. Juli 2012                         | Phil Traill        | Roy Brown                                                               |
| 65         | 17        | Der Rollentausch             | The Sit Down           | 22. Feb. 2012        | 27. Juli 2012                         | Lee Shallat Chemel | Tim Hobert                                                              |
| 66         | 18        | Das Schaltjahr               | Leap Year              | 29. Feb. 2012        | 30. Juli 2012                         | Alex Hardcastle    | David S. Rosenthal                                                      |
| 67         | 19        | Der Zeitungsjunge            | The Paper Route        | 14. März 2012        | 30. Juli 2012                         | Lee Shallat Chemel | Jack Burditt                                                            |
| 68         | 20        | Die Aufgabe                  | Get Your Business Done | 11. Apr. 2012        | 31. Juli 2012                         | Blake T. Evans     | Vijal Patel                                                             |
| 69         | 21        | Die Vertrauenslehrerin       | The Guidance Counselor | 2. Mai 2012          | 31. Juli 2012                         | Lee Shallat Chemel | Jana Hunter & Mitch Hunter                                              |
| 70         | 22        | Die Damenwahl                | The Clover             | 9. Mai 2012          | 1. Aug. 2012                          | Phil Traill        | Roy Brown                                                               |
| 71         | 23        | Der Spitzel                  | The Telling            | 15. Mai 2012         | 1. Aug. 2012                          | Lee Shallat Chemel | Tim Hobert                                                              |
| 72         | 24        | Die Hochzeitsfeier           | The Wedding            | 23. Mai 2012         | 2. Aug. 2012                          | Phil Traill        | Vijal Patel                                                             |

## Staffel 4
Die Erstausstrahlung der vierten Staffel war vom 26. September 2012 bis zum 22. Mai 2013 auf dem US-amerikanischen Sender ABC zu sehen. Die deutschsprachige Erstausstrahlung sendete der deutsche Free-TV-Sender ZDFneo vom 15. Mai bis zum 31. Juli 2013.
| Nr. (ges.) | Nr. (St.) | Deutscher Titel               | Originaltitel              | Erstausstrahlung USA | Deutschsprachige Erstausstrahlung (D) | Regie              | Drehbuch                      |
| ---------- | --------- | ----------------------------- | -------------------------- | -------------------- | ------------------------------------- | ------------------ | ----------------------------- |
| 73         | 1         | Der Duft des Sommers – Teil 1 | Last Whiff of Summer (1)   | 26. Sep. 2012        | 15. Mai 2013                          | Lee Shallat Chemel | Eileen Heisler & DeAnn Heline |
| 74         | 2         | Der Duft des Sommers – Teil 2 | Last Whiff of Summer (2)   | 26. Sep. 2012        | 15. Mai 2013                          | Lee Shallat Chemel | Eileen Heisler & DeAnn Heline |
| 75         | 3         | Die fristlose Kündigung       | The Second Act             | 3. Okt. 2012         | 22. Mai 2013                          | Blake T. Evans     | Tim Hobert                    |
| 76         | 4         | Der neue Tick                 | Bunny Therapy              | 10. Okt. 2012        | 22. Mai 2013                          | Elliot Hegarty     | Jana Hunter & Mitch Hunter    |
| 77         | 5         | Der Gartenschlauch            | The Hose                   | 17. Okt. 2012        | 29. Mai 2013                          | Lee Shallat Chemel | Stacey Pulwer                 |
| 78         | 6         | Der Zuckerschock              | Halloween III: The Driving | 24. Okt. 2012        | 29. Mai 2013                          | Phil Traill        | Roy Brown                     |
| 79         | 7         | Der Safe                      | The Safe                   | 7. Nov. 2012         | 5. Juni 2013                          | Lee Shallat Chemel | Robin Shorr                   |
| 80         | 8         | Die Wunderheilung             | Thanksgiving IV            | 14. Nov. 2012        | 5. Juni 2013                          | Blake T. Evans     | Tim Hobert                    |
| 81         | 9         | Die Weihnachtsfrau            | Christmas Help             | 5. Dez. 2012         | 12. Juni 2013                         | Phil Traill        | Jana Hunter & Mitch Hunter    |
| 82         | 10        | Die ersten zwanzig Jahre      | Twenty Years               | 12. Dez. 2012        | 12. Juni 2013                         | Phil Traill        | David S. Rosenthal            |
| 83         | 11        | Der Kurs für’s Leben          | Life Skills                | 9. Jan. 2013         | 19. Juni 2013                         | Lee Shallat Chemel | Roy Brown                     |
| 84         | 12        | Der besondere Tag             | One Kid at a Time          | 16. Jan. 2013        | 19. Juni 2013                         | Elliot Hegarty     | David S. Rosenthal            |
| 85         | 13        | Der Typ von nebenan           | The Friend                 | 23. Jan. 2013        | 26. Juni 2013                         | Lee Shallat Chemel | Robin Shorr                   |
| 86         | 14        | Das Lächeln                   | The Smile                  | 6. Feb. 2013         | 26. Juni 2013                         | Elliot Hegarty     | Tim Hobert                    |
| 87         | 15        | Der vierte Valentinstag       | Valentine’s Day IV         | 13. Feb. 2013        | 3. Juli 2013                          | Phil Traill        | Jana Hunter & Mitch Hunter    |
| 88         | 16        | Die Klassenfahrt              | Winners and Losers         | 20. Feb. 2013        | 3. Juli 2013                          | John Putch         | David S. Rosenthal            |
| 89         | 17        | Der sechzehnte Geburtstag     | Wheel of Pain              | 27. Feb. 2013        | 10. Juli 2013                         | Lee Shallat Chemel | Michael Saltzman              |
| 90         | 18        | Der Name                      | The Name                   | 27. März 2013        | 10. Juli 2013                         | Alex Hardcastle    | Roy Brown                     |
| 91         | 19        | Der Bachelor                  | The Bachelor               | 3. Apr. 2013         | 17. Juli 2013                         | Lee Shallat Chemel | Tim Hobert                    |
| 92         | 20        | Der neue Job                  | Dollar Days                | 10. Apr. 2013        | 17. Juli 2013                         | Phil Traill        | Jana Hunter & Mitch Hunter    |
| 93         | 21        | Die Pyjama-Party              | From Orson with Love       | 1. Mai 2013          | 24. Juli 2013                         | Lee Shallat Chemel | Robin Shorr                   |
| 94         | 22        | Der Abschlussball             | Hallelujah Hoedown         | 8. Mai 2013          | 24. Juli 2013                         | Blake T. Evans     | David S. Rosenthal            |
| 95         | 23        | Der Straßengraben             | The Ditch                  | 15. Mai 2013         | 31. Juli 2013                         | Lee Shallat Chemel | Roy Brown                     |
| 96         | 24        | Die Reifeprüfung              | The Graduation             | 22. Mai 2013         | 31. Juli 2013                         | Eileen Heisler     | Tim Hobert                    |

## Staffel 5
Die Erstausstrahlung der fünften Staffel war vom 25. September 2013 bis zum 21. Mai 2014 auf dem US-amerikanischen Sender ABC zu sehen. Die deutschsprachige Erstausstrahlung sendete der deutsche Free-TV-Sender ZDFneo vom 30. August bis zum 4. Oktober 2014. ZDFneo legte die Lizenz ab.
| Nr. (ges.) | Nr. (St.) | Deutscher Titel                | Originaltitel                 | Erstausstrahlung USA | Deutschsprachige Erstausstrahlung (D) | Regie               | Drehbuch                      |
| ---------- | --------- | ------------------------------ | ----------------------------- | -------------------- | ------------------------------------- | ------------------- | ----------------------------- |
| 97         | 1         | Der erste Collegetag           | The Drop Off                  | 25. Sep. 2013        | 30. Aug. 2014                         | Lee Shallat Chemel  | DeAnn Heline & Eileen Heisler |
| 98         | 2         | Das Leben ohne Axl             | Change in the Air             | 2. Okt. 2013         | 30. Aug. 2014                         | Blake T. Evans      | Jana Hunter & Mitch Hunter    |
| 99         | 3         | Die Kartoffel                  | The Potato                    | 9. Okt. 2013         | 30. Aug. 2014                         | Lee Shallat Chemel  | Tim Hobert                    |
| 100        | 4         | Die 100-Jahr-Feier             | The 100th                     | 23. Okt. 2013        | 30. Aug. 2014                         | Blake T. Evans      | David S. Rosenthal            |
| 101        | 5         | Die Geisterstunde              | Halloween IV: The Ghost Story | 30. Okt. 2013        | 6. Sep. 2014                          | Lee Shallat Chemel  | Roy Brown                     |
| 102        | 6         | Der Sprung                     | The Jump                      | 13. Nov. 2013        | 6. Sep. 2014                          | Elliot Hegarty      | Robin Shorr                   |
| 103        | 7         | Der Tag der Geständnisse       | Thanksgiving V                | 20. Nov. 2013        | 6. Sep. 2014                          | Lee Shallat Chemel  | David S. Rosenthal            |
| 104        | 8         | Der Kuss                       | The Kiss                      | 4. Dez. 2013         | 6. Sep. 2014                          | Elliot Hegarty      | Jana Hunter & Mitch Hunter    |
| 105        | 9         | Der Weihnachtsbaum             | The Christmas Tree            | 11. Dez. 2013        | 13. Sep. 2014                         | Lee Shallat Chemel  | Tim Hobert                    |
| 106        | 10        | Die Schlafstörung              | Sleepless in Orson            | 8. Jan. 2014         | 13. Sep. 2014                         | Blake T. Evans      | Roy Brown                     |
| 107        | 11        | Der Krieg der Hecks            | War of the Hecks              | 15. Jan. 2014        | 13. Sep. 2014                         | Lee Shallat Chemel  | Robin Shorr                   |
| 108        | 12        | Die Fahrgemeinschaft           | The Carpool                   | 22. Jan. 2014        | 13. Sep. 2014                         | Julie Anne Robinson | Jana Hunter & Mitch Hunter    |
| 109        | 13        | Das Buffet                     | Hungry Games                  | 5. Feb. 2014         | 20. Sep. 2014                         | Lee Shallat Chemel  | David S. Rosenthal            |
| 110        | 14        | Die Auszeichnung               | The Award                     | 26. Feb. 2014        | 20. Sep. 2014                         | Phil Traill         | Katy Ballard                  |
| 111        | 15        | Die Urlaubstage                | Vacation Days                 | 5. März 2014         | 20. Sep. 2014                         | Phil Traill         | Tim Hobert                    |
| 112        | 16        | Das geliehene Buch             | Stormy Moon                   | 12. März 2014        | 20. Sep. 2014                         | Phil Traill         | Robin Shorr                   |
| 113        | 17        | Der Spaziergang                | The Walk                      | 26. März 2014        | 27. Sep. 2014                         | Lee Shallat Chemel  | David S. Rosenthal            |
| 114        | 18        | Der seltsame Geruch            | The Smell                     | 2. Apr. 2014         | 27. Sep. 2014                         | Phil Traill         | Roy Brown                     |
| 115        | 19        | Die Windspiele                 | The Wind Chimes               | 23. Apr. 2014        | 27. Sep. 2014                         | Lee Shallat Chemel  | Jana Hunter & Mitch Hunter    |
| 116        | 20        | Der Optimist                   | The Optimist                  | 30. Apr. 2014        | 27. Sep. 2014                         | Lee Shallat Chemel  | Tim Hobert                    |
| 117        | 21        | Die Sprechzeiten               | Office Hours                  | 7. Mai 2014          | 4. Okt. 2014                          | Lee Shallat Chemel  | Ben Adams                     |
| 118        | 22        | Der Buchstabensalat            | Heck on a Hard Body           | 14. Mai 2014         | 4. Okt. 2014                          | Blake T. Evans      | Jana Hunter & Mitch Hunter    |
| 119        | 23        | Die falsche Route              | Orlando                       | 21. Mai 2014         | 4. Okt. 2014                          | Eileen Heisler      | David S. Rosenthal            |
| 120        | 24        | Die wundervolle Welt der Hecks | The Wonderful World of Hecks  | 21. Mai 2014         | 4. Okt. 2014                          | Lee Shallat Chemel  | Tim Hobert                    |

## Staffel 6
Die Erstausstrahlung der sechsten Staffel war vom 24. September 2014 bis zum 13. Mai 2015 auf dem US-amerikanischen Sender ABC zu sehen. Die deutschsprachige Erstausstrahlung sendete der deutsche Free-TV-Sender ProSieben vom 4. Oktober bis zum 19. Oktober 2016.
| Nr. (ges.) | Nr. (St.) | Deutscher Titel           | Originaltitel             | Erstausstrahlung USA | Deutschsprachige Erstausstrahlung (D) | Regie              | Drehbuch                      |
| ---------- | --------- | ------------------------- | ------------------------- | -------------------- | ------------------------------------- | ------------------ | ----------------------------- |
| 121        | 1         | Das Jahr der Sue          | Unbraceable You           | 24. Sep. 2014        | 4. Okt. 2016                          | Lee Shallat Chemel | Tim Hobert                    |
| 122        | 2         | Die Zweitjobs             | The Loneliest Locker      | 1. Okt. 2014         | 4. Okt. 2016                          | Blake T. Evans     | Jana Hunter & Mitch Hunter    |
| 123        | 3         | Der Kaffee-Alarm          | Major Anxiety             | 8. Okt. 2014         | 5. Okt. 2016                          | Phil Traill        | Rich Dahm                     |
| 124        | 4         | Der Tisch                 | The Table                 | 22. Okt. 2014        | 5. Okt. 2016                          | Lee Shallat Chemel | Roy Brown                     |
| 125        | 5         | Die etwas andere Nacht    | Halloween V               | 29. Okt. 2014        | 6. Okt. 2016                          | Lee Shallat Chemel | Robin Shorr                   |
| 126        | 6         | Die Spüle                 | The Sinkhole              | 12. Nov. 2014        | 6. Okt. 2016                          | Melissa Kosar      | Katy Ballard                  |
| 127        | 7         | Das große Essen           | Thanksgiving VI           | 19. Nov. 2014        | 7. Okt. 2016                          | Lee Shallat        | Tim Hobert                    |
| 128        | 8         | Die College-Tour          | The College Tour          | 3. Dez. 2014         | 7. Okt. 2016                          | Blake T. Evans     | Rich Dahm                     |
| 129        | 9         | Die Weihnachtsblockade    | The Christmas Wall        | 10. Dez. 2014        | 10. Okt. 2016                         | Lee Shallat Chemel | Roy Brown                     |
| 130        | 10        | Der ganz normale Wahnsinn | Pam Freakin’ Staggs       | 7. Jan. 2015         | 10. Okt. 2016                         | Elliot Hegarty     | Jana Hunter & Mitch Hunter    |
| 131        | 11        | Der Partyschreck          | A Quarry Story            | 14. Jan. 2015        | 11. Okt. 2016                         | Clare Kilner       | Ilana Wernick                 |
| 132        | 12        | Die Zugfahrt              | Hecks on a Train          | 4. Feb. 2015         | 11. Okt. 2016                         | Lee Shallat Chemel | Tim Hobert                    |
| 133        | 13        | Der sechste Valentinstag  | Valentine’s Day VI        | 11. Feb. 2015        | 12. Okt. 2016                         | Lee Shallat Chemel | Rich Dahm                     |
| 134        | 14        | Die Antwort               | The Answer                | 18. Feb. 2015        | 12. Okt. 2016                         | Phil Traill        | Tim Hobert                    |
| 135        | 15        | Der vergessene Geburtstag | Steaming Pile of Guilt    | 25. Feb. 2015        | 13. Okt. 2016                         | Lee Shallat Chemel | Robin Shorr                   |
| 136        | 16        | Der Flirt                 | Flirting with Disaster    | 4. März 2015         | 13. Okt. 2016                         | Phil Traill        | Roy Brown                     |
| 137        | 17        | Das lange Warten          | The Waiting Game          | 25. März 2015        | 14. Okt. 2016                         | Danny Salles       | Katy Ballard                  |
| 138        | 18        | Der Infiltrator           | Operation Infiltration    | 1. Apr. 2015         | 14. Okt. 2016                         | Melissa Kosar      | Ilana Wernick                 |
| 139        | 19        | Der Sombrero              | Siblings and Sombreros    | 8. Apr. 2015         | 17. Okt. 2016                         | Melissa Kosar      | Jana Hunter & Mitch Hunter    |
| 140        | 20        | Das erkämpfte Bier        | Food Courting             | 15. Apr. 2015        | 17. Okt. 2016                         | Blake T. Evans     | Jana Hunter & Mitch Hunter    |
| 141        | 21        | Der Heilungsprozess       | Two of a Kind             | 22. Apr. 2015        | 18. Okt. 2016                         | Danny Salles       | Tim Hobert                    |
| 142        | 22        | Die Gebrüder Heck         | While You Were Sleeping   | 29. Apr. 2015        | 18. Okt. 2016                         | Blake T. Evans     | Roy Brown                     |
| 143        | 23        | Der große Ramsch          | Mother’s Day Reservations | 6. Mai 2015          | 19. Okt. 2016                         | Lee Shallat Chemel | Rich Dahm                     |
| 144        | 24        | Die Abschlussfeier        | The Graduate              | 13. Mai 2015         | 19. Okt. 2016                         | Eileen Heisler     | Eileen Heisler & DeAnn Heline |

## Staffel 7
Die Erstausstrahlung der siebten Staffel war vom 23. September 2015 bis zum 18. Mai 2016 auf dem US-amerikanischen Sender ABC zu sehen. Die deutschsprachige Erstausstrahlung wurde vom 20. Oktober bis zum 4. November 2016 auf dem deutschen Free-TV-Sender ProSieben gesendet.
| Nr. (ges.) | Nr. (St.) | Deutscher Titel                     | Originaltitel                | Erstausstrahlung USA | Deutschsprachige Erstausstrahlung (D) | Regie              | Drehbuch                      |
| ---------- | --------- | ----------------------------------- | ---------------------------- | -------------------- | ------------------------------------- | ------------------ | ----------------------------- |
| 145        | 1         | Das Überlebenstraining              | Not Your Brother’s Drop Off  | 23. Sep. 2015        | 20. Okt. 2016                         | Lee Shallat Chemel | Tim Hobert                    |
| 146        | 2         | Der Nesthocker                      | Cutting the Cord             | 30. Sep. 2015        | 20. Okt. 2016                         | Danny Salles       | Rich Dahm                     |
| 147        | 3         | Das Hawaii-Hemd                     | The Shirt                    | 7. Okt. 2015         | 21. Okt. 2016                         | Lee Shallat Chemel | Jana Hunter & Mitch Hunter    |
| 148        | 4         | Die Windel-Idee                     | Risky Business               | 14. Okt. 2015        | 21. Okt. 2016                         | Phil Traill        | Ilana Wernick                 |
| 149        | 5         | Die Hoffnung stirbt zuletzt         | Land of the Lost             | 21. Okt. 2015        | 24. Okt. 2016                         | Lee Shallat Chemel | Roy Brown                     |
| 150        | 6         | Der Zeitreisende und der Sensenmann | Halloween VI: Tic Toc Death  | 28. Okt. 2015        | 24. Okt. 2016                         | Elliot Hegarty     | Tim Hobert                    |
| 151        | 7         | Das Magen-Darm-Virus                | Homecoming II: The Tailgate  | 11. Nov. 2015        | 25. Okt. 2016                         | Lee Shallat Chemel | Ilana Wernick                 |
| 152        | 8         | Das ganz andere Thanksgiving        | Thanksgiving VII             | 18. Nov. 2015        | 25. Okt. 2016                         | Rich Dahm          | Elliot Hegarty                |
| 153        | 9         | Die Tagung                          | The Convention               | 2. Dez. 2015         | 26. Okt. 2016                         | Lee Shallat Chemel | Jana Hunter & Mitch Hunter    |
| 154        | 10        | Der Foto-Kirchen-Weihnachtswahnsinn | No Silent Night              | 9. Dez. 2015         | 26. Okt. 2016                         | Melissa Kosar      | DeAnn Heline & Eileen Heisler |
| 155        | 11        | Der Beginn der Selbstständigkeit    | The Rush                     | 6. Jan. 2016         | 27. Okt. 2016                         | Lee Shallat Chemel | Roy Brown                     |
| 156        | 12        | Die Jammerlappen                    | Birds of a Feather           | 13. Jan. 2016        | 27. Okt. 2016                         | Victor Nelli       | Tim Hobert                    |
| 157        | 13        | Der falsche Fuffziger               | Floating 50                  | 20. Jan. 2016        | 28. Okt. 2016                         | Lee Shallat Chemel | Rich Dahm                     |
| 158        | 14        | Der Jungfilmer                      | Film, Friends and Fruit Pies | 10. Feb. 2016        | 28. Okt. 2016                         | Blake T. Evans     | Jana Hunter & Mitch Hunter    |
| 159        | 15        | Der Kinobesuch                      | Hecks at a Movie             | 17. Feb. 2016        | 31. Okt. 2016                         | Lee Shallat Chemel | Ilana Wernick                 |
| 160        | 16        | Die Männerjagd                      | The Man Hunt                 | 24. Feb. 2016        | 31. Okt. 2016                         | Danny Salles       | Roy Brown                     |
| 161        | 17        | Die Weisheit der Zähne              | The Wisdom Teeth             | 16. März 2016        | 1. Nov. 2016                          | Lee Shallat Chemel | Stacey Pulwer                 |
| 162        | 18        | Der Urlaub mit den Donahues         | A Very Donahue Vacation      | 23. März 2016        | 1. Nov. 2016                          | Jaffar Mahmood     | Rich Dahm                     |
| 163        | 19        | Die Tiefschläge                     | Crushed                      | 6. Apr. 2016         | 2. Nov. 2016                          | Lee Shallat Chemel | Tim Hobert                    |
| 164        | 20        | Die Produktbewertung                | Survey Says...               | 13. Apr. 2016        | 2. Nov. 2016                          | Lee Shallat Chemel | Ilana Wernick                 |
| 165        | 21        | Die lang ersehnte Veranda           | The Lanai                    | 27. Apr. 2016        | 3. Nov. 2016                          | Blake T. Evans     | Jana Hunter & Mitch Hunter    |
| 166        | 22        | Der Nicht-Mutter-Tag                | Not Mother’s Day             | 4. Mai 2016          | 3. Nov. 2016                          | Lee Shallat Chemel | Rich Dahm                     |
| 167        | 23        | Die Heck-Suche                      | Find My Hecks                | 11. Mai 2016         | 4. Nov. 2016                          | Phil Traill        | Roy Brown                     |
| 168        | 24        | Der Augenblick im Rampenlicht       | The Show Must Go On          | 18. Mai 2016         | 4. Nov. 2016                          | Lee Shallat Chemel | Tim Hobert                    |

## Staffel 8
Die Erstausstrahlung der achten Staffel war vom 11. Oktober 2016 bis zum 16. Mai 2017 auf dem US-Sender ABC. Die deutschsprachige Erstausstrahlung wurde vom 9. April bis zum 22. Oktober 2018 auf dem deutschen Free-TV-Sender ProSieben gesendet.
| Nr. (ges.) | Nr. (St.) | Deutscher Titel             | Originaltitel                | Erstausstrahlung USA | Deutschsprachige Erstausstrahlung (D) | Regie              | Drehbuch                   |
| ---------- | --------- | --------------------------- | ---------------------------- | -------------------- | ------------------------------------- | ------------------ | -------------------------- |
| 169        | 1         | Der harte Kern              | The Core Group               | 11. Okt. 2016        | 9. Apr. 2018                          | Lee Shallat Chemel | Illana Wernick             |
| 170        | 2         | Die bittere Pille           | A Tough Pill to Swallow      | 18. Okt. 2016        | 16. Apr. 2018                         | Phil Traill        | Rich Dahm                  |
| 171        | 3         | Die überflüssige Frage      | Halloween VII: The Heckoning | 25. Okt. 2016        | 23. Apr. 2018                         | Lee Shallat Chemel | Tim Hobert                 |
| 172        | 4         | Der Fehlkauf                | True Grit                    | 1. Nov. 2016         | 30. Apr. 2018                         | Victor Nelli       | Jana Hunter & Mitch Hunter |
| 173        | 5         | Der große Crash             | Roadkill                     | 15. Nov. 2016        | 7. Mai 2018                           | Elliot Hegarty     | Ilana Wernick              |
| 174        | 6         | Das Familienfoto            | Thanksgiving VIII            | 22. Nov. 2016        | 14. Mai 2018                          | Lee Shallat Chemel | Roy Brown                  |
| 175        | 7         | Das laute Schweigen         | Look Who’s Not Talking       | 29. Nov. 2016        | 28. Mai 2018                          | Lee Shallat Chemel | Tim Hobert                 |
| 176        | 8         | Die Stufen                  | Trip and Fall                | 6. Dez. 2016         | 4. Juni 2018                          | Elliot Hegarty     | Rich Dahm                  |
| 177        | 9         | Der überraschte Bräutigam   | A Very Marry Christmas       | 13. Dez. 2016        | 11. Juni 2018                         | Lee Shallat Chemel | Jana Hunter & Mitch Hunter |
| 178        | 10        | Der Fluchtversuch           | Escape Orson                 | 3. Jan. 2017         | 23. Juli 2018                         | Jaffar Mahmood     | Roy Brown                  |
| 179        | 11        | Die geschenkte Putzfrau     | Hoosier Maid                 | 10. Jan. 2017        | 30. Juli 2018                         | Elliot Hegarty     | Bruce Rasmussen            |
| 180        | 12        | Die Lala-Band               | Picture Imperfect            | 17. Jan. 2017        | 6. Aug. 2018                          | Melissa Kosar      | Rich Dahm                  |
| 181        | 13        | Die verschrumpelten Rosinen | Ovary and Out                | 7. Feb. 2017         | 13. Aug. 2018                         | Elliot Hegarty     | Ilana Wernick              |
| 182        | 14        | Der Aufstand der Kinder     | Sorry Not Sorry              | 14. Feb. 2017        | 20. Aug. 2018                         | Phil Traill        | Tim Hobert                 |
| 183        | 15        | Die Verzahnung              | Dental Hijinks               | 21. Feb. 2017        | 27. Aug. 2018                         | Lee Shallat Chemel | Jana Hunter & Mitch Hunter |
| 184        | 16        | Die Bessere gewinnt         | Swing and a Miss             | 7. März 2017         | 3. Sep. 2018                          | Danny Salles       | Roy Brown                  |
| 185        | 17        | Der faule Zauber            | Exes and Ohhhs               | 14. März 2017        | 10. Sep. 2018                         | Lee Shallat Chemel | Rich Dahm                  |
| 186        | 18        | Der Klempner-Klau           | The Par-tay                  | 4. Apr. 2017         | 17. Sep. 2018                         | Jaffar Mahmood     | Ilana Wernick              |
| 187        | 19        | Der vertauschte Brick       | The Confirmation             | 11. Apr. 2017        | 24. Sep. 2018                         | Charlie McDermott  | Tim Hobert                 |
| 188        | 20        | Die Freischwimmer           | Adult Swim                   | 18. Apr. 2017        | 1. Okt. 2018                          | Lee Shallat Chemel | Jana Hunter & Mitch Hunter |
| 189        | 21        | Die Mucki-Bude              | Clear and Present Danger     | 2. Mai 2017          | 8. Okt. 2018                          | Phil Traill        | Roy Brown                  |
| 190        | 22        | Das allerletzte Ende        | The Final Final              | 9. Mai 2017          | 15. Okt. 2018                         | Lee Shallat Chemel | Rich Dahm                  |
| 191        | 23        | Der Kampf ums Fliegen       | Fight or Flight              | 16. Mai 2017         | 22. Okt. 2018                         | Eileen Heisler     | Ilana Wernick              |

## Staffel 9
Die Erstausstrahlung der neunten Staffel war vom 3. Oktober 2017 bis zum 22. Mai 2018 auf dem US-Sender ABC. Die deutschsprachige Erstausstrahlung wurde vom 29. Oktober 2018 bis zum 15. April 2019 beim deutschen Free-TV-Sender ProSieben gesendet.
| Nr. (ges.) | Nr. (St.) | Deutscher Titel            | Originaltitel                         | Erstausstrahlung USA | Deutschsprachige Erstausstrahlung (D) | Regie              | Drehbuch                      |
| ---------- | --------- | -------------------------- | ------------------------------------- | -------------------- | ------------------------------------- | ------------------ | ----------------------------- |
| 192        | 1         | Die Zeitkapsel             | Vive La Hecks                         | 3. Okt. 2017         | 29. Okt. 2018                         | Lee Shallat Chemel | Tim Hobert                    |
| 193        | 2         | Die Fress-Monster          | Please Don’t Feed the Hecks           | 10. Okt. 2017        | 5. Nov. 2018                          | Phil Traill        | Ilana Wernick                 |
| 194        | 3         | Das Schlammloch            | Meet the Parents                      | 17. Okt. 2017        | 12. Nov. 2018                         | Lee Shallat Chemel | Jana Hunter & Mitch Hunter    |
| 195        | 4         | Das Mörderhaus             | Halloween VIII: Orson Murder Mystery  | 24. Okt. 2017        | 19. Nov. 2018                         | Phil Traill        | Rich Dahm                     |
| 196        | 5         | Die Streithammel           | Role of a Lifetime                    | 31. Okt. 2017        | 26. Nov. 2018                         | Lee Shallat Chemel | Roy Brown                     |
| 197        | 6         | Der Haustyrann             | The Setup                             | 7. Nov. 2017         | 3. Dez. 2018                          | Victor Nelli       | Tim Hobert                    |
| 198        | 7         | Der letzte Cent            | Thanksgiving IX                       | 14. Nov. 2017        | 10. Dez. 2018                         | Phil Traill        | Jana Hunter & Mitch Hunter    |
| 199        | 8         | Die magischen Hände        | Eyes Wide Open                        | 21. Nov. 2017        | 17. Dez. 2018                         | Jaffar Mahmood     | Rich Dahm                     |
| 200        | 9         | Der geplatzte Knoten       | The 200th                             | 5. Dez. 2017         | 7. Jan. 2019                          | Lee Shallat Chemel | Roy Brown                     |
| 201        | 10        | Der Budenzauber            | The Christmas Miracle                 | 12. Dez. 2017        | 14. Jan. 2019                         | Lee Shallat Chemel | Ilana Wernick                 |
| 202        | 11        | Der alte Mann und der Baum | New Year’s Revelations                | 2. Jan. 2018         | 21. Jan. 2019                         | Lee Shallat Chemel | Tim Hobert                    |
| 203        | 12        | Der andere Mann            | The Other Man                         | 9. Jan. 2018         | 28. Jan. 2019                         | Victor Nelli       | Jana Hunter & Mitch Hunter    |
| 204        | 13        | Der Trockenbau             | Mommapalooza                          | 16. Jan. 2018        | 4. Feb. 2019                          | Phil Traill        | Roy Brown                     |
| 205        | 14        | Das liebe Geld             | Guess Who’s Coming to Frozen Dinner   | 6. Feb. 2018         | 11. Feb. 2019                         | Lee Shallat Chemel | Ilana Wernick                 |
| 206        | 15        | Die Feier-Biester          | Toasted                               | 27. Feb. 2018        | 18. Feb. 2019                         | Lee Shallat Chemel | A.J. Blum                     |
| 207        | 16        | Das Gruppenkuscheln        | The Crying Game                       | 13. März 2018        | 25. Feb. 2019                         | Phil Traill        | Rich Dahm                     |
| 208        | 17        | Der Stinkstiefel           | Hecks vs. Glossners: The Final Battle | 20. März 2018        | 4. März 2019                          | Elliot Hegarty     | Tim Hobert                    |
| 209        | 18        | Der Liebeskampf            | Thank You for Not Kissing             | 3. Apr. 2018         | 11. März 2019                         | Lee Shallat Chemel | Jana Hunter & Mitch Hunter    |
| 210        | 19        | Die Fledermaus             | Bat Out of Heck                       | 10. Apr. 2018        | 18. März 2019                         | Danny Salles       | Ilana Wernick                 |
| 211        | 20        | Der Riesenknall            | Great Heckspectations                 | 1. Mai 2018          | 25. März 2019                         | Lee Shallat Chemel | Roy Brown                     |
| 212        | 21        | Der königliche Hauptgewinn | The Royal Flush                       | 8. Mai 2018          | 1. Apr. 2019                          | Phil Traill        | Rich Dahm                     |
| 213        | 22        | Der lange Weg zum Nichts   | Split Decision                        | 15. Mai 2018         | 8. Apr. 2019                          | Danny Salles       | Tim Hobert                    |
| 214        | 23        | Der verlorene Sohn         | A Heck of a Ride (1)                  | 22. Mai 2018         | 15. Apr. 2019                         | Lee Shallat-Chemel | Eileen Heisler & DeAnn Heline |
| 215        | 24        | Die Zeit heilt             | A Heck of a Ride (2)                  | 22. Mai 2018         | 15. Apr. 2019                         | Lee Shallat-Chemel | Eileen Heisler & DeAnn Heline |